# Gegeneophis carnosus
Gegeneophis carnosus es una especie de anfibio gimnofión de la familia Indotyphlidae.
Es endémica del suroeste de la India. Habita en las regiones de Kerala y Karnataka: en Kerala, en Periya y en Wayanad; en Karnataka, en los alrededores de Mercera.
Se halla a una altitud de 800 a 1.525 m s. n. m.